# (4281) Pounds
(4281) Pounds es un asteroide perteneciente al cinturón de asteroides, descubierto el 15 de octubre de 1985 por Edward Bowell desde la Estación Anderson Mesa (condado de Coconino, cerca de Flagstaff, Arizona, Estados Unidos).

## Designación y nombre
Designado provisionalmente como 1985 TE1. Fue nombrado Pounds en honor al astrofísico británico Kenneth A. Pounds, profesor de física en la Universidad de Leicester y pionero en la astronomía con rayos X.